# ييل لينوس الأصغر
ييل، لينوس الأصغر (بالإنجليزية: Linus Yale)‏ (Yale, Linus, Jr) ويعرف أيضاً بسم لينوس ييل (4 أبريل 1821م - 25 ديسمبر 1868م). مخترع أمريكي ومالك مصنع. سبب شهرته هو اختراعاته لبعض أنواع الأقفال الحديثة واسعة الانتشار، حسبما جاء في الموسوعة العربية العالمية وخصوصأ قفل الأسطوانات.

## ولادته ونشأته
ولد عام 1868م في مدينة سالزبوري بنيويورك في الولايات المتحدة الأمريكية حسبما جاء في الموسوعة العربية العالمية.

## بداياته العملية
جاء في الموسوعة العربية العالمية أن بداياته العملية كانت بمساعدة والده في تطوير أقفال المصارف، وكان ذلك في عام 1849م.

## شهرته
وجاء عنه شهرته في الموسوعة العربية العالمية أنه قد اكتسب شهرة كبيرة بكونه صاحب حقوق فكرية لهذه الأجهزة المعقدة.

## حصوله على براءات اختراع
لقد حصل على عدد من براءات الاختراع حسب الموسوعة العربية العالمية.

## من إنجازاته واختراعاته
قدم ييل في عام 1861م، أول مجموعة توافقية منفصلة لأقفال الأمان، وقدم كذلك أسطوانة الأقفال غير المرتدة التي صارت إنموذجاً يحتذى من أجل تطوير الأقفال التي جاءت بعد ذلك. اخترع كذلك قفل الريشة ـ الوتد الحديث في عام 1865م. وقد اعتمد هذا القفل على قاعدة تشبه تلك المتبعة في أقفال قدماء المصريين. يُعد القفل ذو الريشة ـ الوتد، والمستعمل الآن في معظم الأبواب، من أكثر الأقفال العاملة بالمفتاح أماناً على الإطلاق. وكان كذلك أول قفل ينتج بكميات كبيرة حسبما جاء في الموسوعة العربية العالمية.

## تأسيسه لمصنع
لقد أسَّس مصنعاً للأقفال في عام 1868م حسبما جاء عنه في الموسوعة العربية العالمية.

## موته
لقد مات في نفس العام الذي أسس فيه مصنعه للأقفال. أي أنه قد مات في عام 1868م عن عمر يناهز سبعاً وأربعين عاماً حسب الموسوعة العربية العالمية.